# Gene Loves Jezebel
Gene Loves Jezebel is een Britse rockband, die werd geformeerd tijdens de vroege jaren 1980 door de identieke tweelingbroers Jay (geboren John) en Michael Aston. De bekendste nummers van Gene Loves Jezebel zijn Heartache, Desire (Come and Get It) (1986), The Motion of Love (1987), Jealous (1990) en Break the Chain (1993) , evenals de alternatieve clubhits Bruises (1983), Influenza (Relapse) (1984) en The Cow (1985). The Motion of Love was de meest succesvolle Britse single van de band.
De naam van de band is een verwijzing naar rockmuzikant Gene Vincent en zijn nummer Jezebel.
Als gevolg van een breuk tussen de gebroeders Aston in 1997 en aanhoudende juridische problemen, zijn er momenteel twee incarnaties van de band.

## Bezetting
Oprichters
- Michael Aston (zang)
- John 'Jay' Aston (zang, gitaar)
- Ian Hudson (gitaar)
- Steven Davis (basgitaar)
- Snowy White (drums)

Huidige bezetting
- John Aston (zang, gitaar)
- James Stevenson (gitaar)
- Peter Rizzo (basgitaar)
- Chris Bell (drums)

## Geschiedenis

### De vroege jaren: 1980–1989
Oorspronkelijk genaamd Slav Aryan, werd Gene Loves Jezebel in 1980 geformeerd met de Aston-broers, gitarist Ian Hudson, bassist Stephen Davis en drummer Steve Snowy Evans. De Astons groeiden op in Cornelly en later in Porthcawl in Wales en verhuisden in 1981 naar Londen. Met een nieuw thuis en kort daarna de nieuwe naam, speelde het trio, met bassiste Julianne Regan en drummer James Chater (later vervangen door John Murphy (The Associates en Richard Hawkins), verschillende liveshows en werd gecontracteerd door Situation Two. Gene Loves Jezebel onderging talrijke bezettingswisselingen tussen 1981 en 1985. In mei 1982 bracht Situation Two de demo en single Shaving My Neck uit. De band voegde daar toetsenist Jean-Marc Lederman aan toe. Regan verliet de band binnen een jaar om All About Eve te formeren, waardoor Ian Hudson kort bas speelde en Albie DeLuca gitaar, totdat Stephen Marshall erbij kwam.
In 1983 bracht de band nog de twee singles Screaming (For Emmalene) en Bruises uit en vervolgens hun eerste album Promise, dat piekte op nummer 8 in de Britse Indiehitlijst. In 1984 nam de band een John Peel-radiosessie op voor de BBC en toerde door het Verenigd Koninkrijk met collega-artiest John Cale uit Wales.
Het tweede album Immigrant werd medio 1985 uitgebracht. Echter, aan het begin van een lange Amerikaanse tournee voor Immigrant, verliet stichtend lid Ian Hudson de band en werd vervangen door voormalig Chelsea en Generation X gitarist James Stevenson (die later ook slaggitaar speelde op tournee met The Cult).
In 1986 verhuisde de band naar Situation Two's moedermaatschappij Beggar's Banquet Records en de distributierechten in de Verenigde Staten werden gegeven aan Geffen Records. De daaropvolgende promotie verhoogde pophitlijst-succes voor de band. De single Sweetest Thing bereikte kort de top 75 in het Verenigd Koninkrijk en het album Discover bereikte nummer 32 in de Britse albumhitlijst. Op dit moment kreeg de band ook veel airplay op universiteits- en tegencultuurradiostations in heel Amerika. De band had langzaam hun aandacht verlegd naar dancemuziek. De singles Desire en Heartache bereikten respectievelijk nummer 6 en nummer 72 op de new wave-zender KROQ-FM uit Los Angeles. Later dat jaar werd Chris Bell, voormalig lid van Spear of Destiny en Thompson Twins, de vijfde drummer van de band.
Gene Loves Jezebels vierde album The House of Dolls werd uitgebracht in 1988 en leverde de singles 20 Killer Hurts en The Motion of Love op. The Motion of Love was de grootste hit van de band in het Verenigd Koninkrijk en bereikte nummer 56. De derde single Suspicion van The House of Dolls markeerde het eerste optreden van de band in de Amerikaanse Billboard Hot 100.

### Split en korte reünie: 1990-1997
Terwijl Michael Aston solo ging, ging de rest van de band verder als Gene Loves Jezebel en nam de twee albums Kiss of Life (1990) en Heavenly Bodies (1992) op. De Amerikaanse hoogst geplaatste single in de hitlijst hitlijsten verscheen in augustus 1990 toen Jealous, de belangrijkste single van Kiss of Life, nummer 68 bereikte in de Billboard Hot 100 en nummer 1 in de Billboard Modern Rock-hitlijst. Vanwege de ineenstorting van het Amerikaanse label Savage Records zei Jay Aston dat hij het gevoel had dat de band gedwongen werd tot een pauze. Maar in 1993 hervormden de broers de band met een nieuwe bezetting. Francois Perez verving James Stevenson en drummer Robert Adam werd behouden.
Terwijl Jay Aston af en toe akoestische shows gaf onder zijn eigen naam, speelde Michael Aston met leden van Scenic en formeerde vervolgens de nieuwe band The Immigrants (omgedoopt tot Edith Grove) en bracht later het voornamelijk akoestische soloalbum Why Me, Why This, Why Now uit. De broers begonnen datzelfde jaar weer samen te werken en namen twee nummers op met Stevenson, Bell en Peter Rizzo voor het compilatiealbum The Best Of, dat in september 1995 werd uitgebracht. Jay Aston nam ook het soloalbum Unpopular Songs op, geproduceerd door Stevenson.
De broers verzoenden zich halverwege de jaren 1990, schreven samen enkele nieuwe nummers en deelden een huis in Los Angeles. Ze gebruikten aanvankelijk de band van Michael Aston uit het Why Me-albumtijdperk. In 1997 begon de band aan de Pre-Raphaelite Brothers-tournee, waarin Gene Loves Jezebel-materiaal en liedjes uit de solocarrières van de broers zouden worden uitgevoerd.

### Twee Genes Loving Jezebel: 1997-heden
Na de Pre-Raphaelite Brothers-tournee weigerde Jay Aston om met zijn broer samen te werken, tenzij Stevenson en Rizzo werden teruggebracht. Michael Aston stemde toe en het album VII werd opgenomen in Engeland. Een reünietournee werd ondernomen in de Verenigde Staten, waarbij een breuk ontstond tussen de broers. Michael Aston, die de laatste data van de tournee miste, lanceerde zijn eigen band, ook wel Gene Loves Jezebel genoemd, met muzikanten van de Pre-Raphaelite tournee. Zijn zang werd verwijderd van het VII-album, dat zonder enige bijdrage van hem werd uitgebracht. Later werd het volledige album met de zang van Michael uitgebracht als The Doghouse Sessions. In oktober 1997 klaagden Jay Aston, Rizzo en Stevenson Michael Aston aan wegens rechten op de naam Gene Loves Jezebel en, na een langdurige rechtszaak, lieten ze de rechtszaak vallen.
Michael Aston leidt de Amerikaanse versie van de band en toerde zowel door de Verenigde Staten als het Verenigd Koninkrijk en ondersteunde publicaties als Love Lies Bleeding (1999), Giving Up the Ghost (2001) en Exploding Girls (2003). Jay Aston leidde de Britse versie van de band, ook met James Stevenson en Peter Rizzo, en heeft zowel door de Verenigde Staten als het Verenigd Koninkrijk uitgebreid getoerd om publicaties te ondersteunen als Accept No Substitute (2002), The Thornfield Sessions (2003), The Anthologie, Vols. 1-2 (2006) en Dance Onderwater (2017).
Op 15 februari 2008 werd een rechtszaak aangespannen door Michael Aston in de Californische Central District Court tegen Chris Bell, James Stevenson, Jay Aston, John Aston, Libertalia Entertainment en anderen wegens inbreuk op het handelsmerk. In een bericht op hun Myspace-pagina op 25 september 2009 kondigde Gene Loves Jezebel van Jay Aston aan dat er een overeenkomst was bereikt met Michael Aston over het gebruik van de naam Gene Loves Jezebel: de band van Jay Aston staat nu bekend als Gene Loves Jezebel in het Verenigd Koninkrijk en Jay Aston's Gene Loves Jezebel in de Verenigde Staten. De band van Michael Aston staat nu bekend als Gene Loves Jezebel in de Verenigde Staten en Michael Aston's Gene Loves Jezebel in het Verenigd Koninkrijk. De schikkingsovereenkomst is geplaatst op de website van Gene Loves Jezebel van Michael Aston.
Jay Aston, samen met Julianne Regan, droeg bij aan de zang op de cover Moonlight Mile van The Rolling Stones, die verscheen op het album Small Distortions uit 2010 van het Belgische muziekproject La Femme Verte (samengesteld door ex-Kid Montana-lid Jean-Marc Lederman).
In 2011 droeg Michael Aston zang bij aan een nieuwe versie van Desire, getiteld Desire (Come and Get It), door gitarist en producent Gabe Treiyers elektronische muziekproject Electronic Fair, die nummer één werd in de Electronic Dance Music (EDM) Chart in Argentinië. 
Op 16 november 2011 verschenen Jay Aston en James Stevenson op het podium van de Brixton Academy in Londen met The Smashing Pumpkins om het nummer Stephen van het Immigrant-album uit te voeren. De alternatieve indie-folk-countryrockband The Mountain Goats verwijst naar het optreden en deze Wikipedia-pagina in het nummer Abandoned Flesh van hun album Goths uit 2017.
In december 2016 kondigde Jay Aston's Gene Loves Jezebel aan dat ze een nieuw album aan het opnemen waren via een Pledge Music-campagne. Het album Dance Underwater werd voltooid in april 2017 en werd op 30 juni 2017 uitgebracht via Westworld Recordings/Plastichead.
In september 2018 werden Jay Aston, James Stevenson en Peter Rizzo genoemd als gedaagden in een rechtszaak die was aangespannen door Michael Aston wegens inbreuk op zijn handelsmerk aan het einde van Jay Aston's Gene Loves Jezebel's eerste Amerikaanse tournee in tien jaar. De band van Jay Aston voerde aan dat ze zich naar best vermogen hadden gehouden aan de overeenkomst met Michael Aston. Tijdens de hoorzitting op 7 januari 2019 in Santa Ana (Californië), oordeelde de rechter in het voordeel van de beklaagden op alle vijf de punten die Michael Aston had aangevoerd en beval hem de juridische kosten van de beklaagden te betalen.
Gene Loves Izebel was een van de honderden artiesten waarvan materiaal werd vernietigd in de brand in Universal Studios Hollywood van 2008.

## Discografie

### Singles
- 1982: Shaving My Neck
- 1983: Screaming
- 1983: Bruises
- 1984: Influenza (Relapse)
- 1984: Shame (Whole Heart Howl)
- 1985: Cow
- 1985: Desire
- 1986:	Sweetest Thing
- 1986:	Heartache
- 1986:	Desire (Come and Get It)
- 1987:	The Motion of Love
- 1987:	Gorgeous
- 1988: Suspicion
- 1990:	Jealous
- 1990: Tangled Up in You
- 1992: Josephina
- 1998: Love Keeps Dragging Me Down
- 2005: Exploding Girl
- 2005: Love No Longer (Sets You Free)

### Studioalbums
- 1983: Promise
- 1985: Immigrant
- 1986:	Discover
- 1987:	The House of Dolls
- 1990:	Kiss of Life
- 1993: Heavenly Bodies
- 1998: You Love It!
- 1999: VII
- 2001: Giving Up the Ghost
- 2003: Exploding Girl
- 2017: Dance Underwater

### Livealbums
- 1986: Glad to Be Alive (opname: The Manor Mobile in de Rock City Nottingham, maart 1986)
- 1995: In the Afterglow (dubbelalbum)
- 1999: Live in the Voodoo City
- 2002: Accept No Substitute: Greatest Hits Live (dubbelalbum)
- 2003: The Thornfield Sessions

### Compilaties
- 1995: From the Mouths of Babes
- 1998: Desire: Greatest Hits Remixed
- 1999: Voodoo Dollies: The Best of Gene Loves Jezebel
- 2005: The Anthology (met Jay Aston; 2 cd's)
- 2009: Dead Sexy (2 cd's)
- 2013: 5 Albums (box met 5 cd's)